# Savoia-Marchetti SM.79 Sparviero
O Savoia-Marchetti SM.79 Sparviero foi um bombardeiro trimotor italiano, utilizado durante a Guerra Civil Espanhola e na Segunda Guerra Mundial.
Devido a metralhadora instalada em seu topo, era grande a dificuldade em abatê-lo. Por isso, ganhou dos pilotos da RAF o apelido de "Damned Hunchback", em italiano: "Gobbo Maledetto" ("Corcunda Maldito"). Também era conhecido como Sparviero (gavião) em italiano.
Quando entrou em serviço em 1936 era, sem dúvida, o bombardeiro médio mais moderno do mundo, superior as primeiras versões do Heinkel He 111 e Dornier Do 17 alemão em velocidade, armas defensivas e resistência, assim como superior ao Tupolev SB soviético nesses mesmos quesitos.
Seu ponto forte, e, ironicamente, também seu ponto fraco era possuir 3 motores, que era um ponto forte por dar mais segurança caso um motor parasse, mas, ao mesmo tempo, impedia do artilheiro de bombas instruir o piloto com facilidade (diferente do que acontecia com as aeronaves citadas), além de impedir a instalação de uma metralhadora frontal para proteção.
Tecnicamente, a aeronave estava indefesa de qualquer ataque frontal. Mesmo assim, continuou em serviço na Itália até 1948, além de outros países, como a Espanha Franquista, que foi suprida com dezenas desse modelo durante a Guerra Civil Espanhola, até provavelmente o fim da década de 1950.

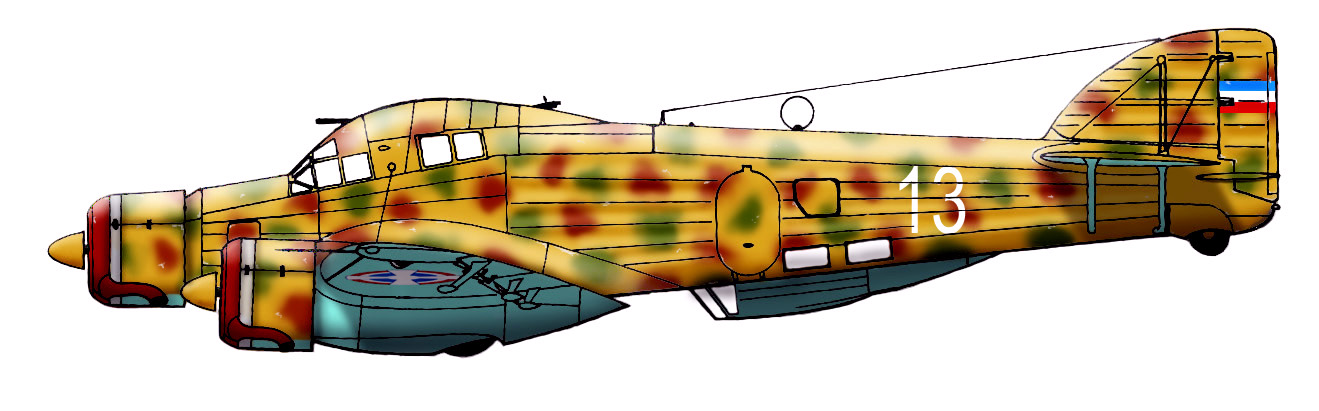
Savoia-Marchetti SM.79 da Real Força Aérea da Iugoslávia.
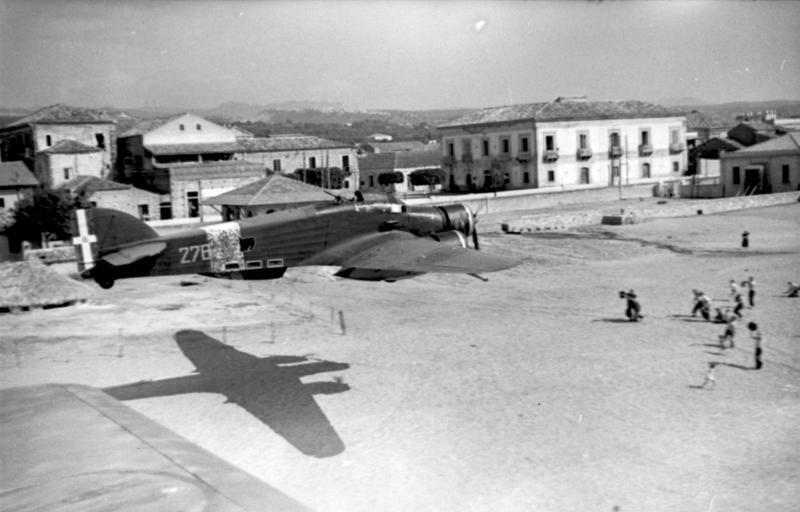
SM.79 no norte da África em 1941.

## Variantes
S.M.79
Prototipo S.79P (versão civil), propulsada por motores Piaggio Stella P.IX (610 cv). Foi apresentado no dia 28 de setembro de 1934 e seu primeiro voo foi realizado no dia 8 de outubro do mesmo ano. Posteriormente, na primavera de 1935, os motores foram substituídos pelos Alfa Romeo 125 RC.35 (590 cv).  Foi utilizado para uso na aviação comercial pela Regia Aeronautica e também para realizar algumas missões de reconhecimento sobre a Etiópia.
S.M.79-I (S.79K ou S.79 Militar)
Versão de série equipado com os motores radiais Alfa Romeo 126 RC.34 pela Regia Aeronautica e a Aerosiluranti. Teve 45 exemplares vendidos para a Iugoslávia (S.M.79K).Já no final de sua produção, seus motores foram substituídos pelos radiais Alfa Romeo 128 RC.18 entre 1936 à 1940.
S.M.79-II
Versão de série (bombardeiro e torpedeiro) equipado com os motores radiais Piaggio P.XI RC.40 em produção entre os anos de 1940 à 1943.
S.M.79-III (SM.79bis, SM.79GA o SM.579)

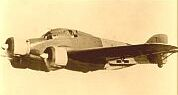
Savoia-Marchetti S.M.79bis

 Versão melhorada da variante S.M.79-II (bombardeiro e torpedeiro) vindo com armamento revisado e mais potente; gôndola ventral eliminada, e equipado com os motores radiais Fiat A.80 RC.41 (de 1000 cv) ou com os motores Alfa Romeo 135 RC.32 (de 1350 cv).
S.M.79B

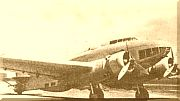
Savoia-Marchetti S.M.79B

 Versão bimotora destinada a exportação. Seu protótipo voou em 1936 com o uso dos motores radiais Fiat A.80 RC.41 (de 1030 hp). Quatro exemplares foram vendidos para o Iraque no ano de 1938 e outros três motorizados com os motores Alfa Romeo 128 RC.18 (de 930 hp) para o Brasil. A Romênia adquiriu 24 exemplares propulsados pelos motores radiais Gnome-Rhone K-14 Mistral Major.
S.M.79C (Transporte)
Variante convertida para uso de transporte VIP e com o seu armamento dorsal e ventral sendo removidos. Era propulsados pelos motores Piaggio P.XI RC.40 de 1000 hp
S.M.79K
Versão exportada para a Iugoslávia, sua concepção era basicamente similar ao modelo S.M.79C. Foram encomendados 45 modelos em 1938.
S.M.79JR
Versão similar ao modelo S.M.79B, foi fabricado sob licença pela Romênia. Era propulsada por dois motores de 12 cilindros em V Junkers Jumo 211Da de 1120 hp. Foram fabricados até o ano de 1946.
S.M.79T
Variante utilizada para longas viagens.

## Usuários

### Durante a guerra
Alemanha Nazista
- Luftwaffe

 Brasil
- Serviço de Aviação Militar

 Estado Independente da Croácia
- Zrakoplovstvo NDH

 Reino do Iraque
- Real Força Aérea Iraquiana

 Itália
- Regia Aeronautica

 República Social Italiana
- Aeronautica Nazionale Repubblicana

 Roménia
- Forţele Aeriene Regale ale României

 Espanha
- Ejército del Aire

 Reino da Iugoslávia
- Jugoslovensko Kraljevsko Ratno Vazduhoplovstvo i Pomorska Aviacija

 Reino Unido
- Royal Air Force
  - No. 117 Squadron RAF

### Pós-Guerra
Itália
- Aeronautica Militare

 Líbano